# Thomas North (traductor)
Sir Thomas North (1535-1604) fue un juez de paz, oficial militar y traductor inglés. Su traducción al inglés de las Vidas paralelas de Plutarco se destaca por ser un texto de referencia utilizado por William Shakespeare en varias de sus obras.

## Biografía
Nació en 1535 y fue el segundo hijo de Edward North, primer Baron North.
Se cree que fue alumno de Peterhouse, (college de la Universidad de Cambridge) y que ingresó en el Lincoln's Inn de Londres (uno de los cuatro Inns of Court) en 1557. En 1574 acompañó a su hermano, Roger North, segundo Barón North, en una visita a la corte francesa. Sirvió como capitán durante el año de la Armada Invencible y fue nombrado caballero unos tres años más tarde. Su nombre figura en la lista de jueces de paz de la ciudad de Cambridge en 1592 y de nuevo en 1597 y recibió una pequeña pensión (40 £ al año) de la Isabel I de Inglaterra en 1601.

## Traducciones
En 1557 tradujo el Libro áureo del cronista y eclesiástico español Antonio de Guevara, un compendio de consejos morales compilado principalmente a partir de las Meditaciones de Marco Aurelio, bajo el título Diall of Princes. El inglés de esta obra es uno de los primeros ejemplares del estilo adornado, copioso y puntiagudo por el que los jóvenes ingleses educados habían adquirido un gusto en sus viajes y estudios continentales. North tradujo desde una copia francesa de Guevara, pero parece que conocía bien la versión española. El libro ya había sido traducido por Lord Berners, pero sin reproducir los artificios retóricos del original. La versión de North, con sus manierismos y su constante utilización de la antítesis, estableció la moda que culminaría en la Euphues de John Lyly.
Su siguiente trabajo fue The Morall Philosophie of Doni (1570), una traducción de una colección italiana de fábulas orientales, conocida popularmente como The Fables of Bidpai.
La primera edición de su traducción de Plutarco, a partir de la versión francesa de Jacques Amyot, apareció en 1579. Estaba dedicada a la reina Isabel y fue seguida por otra edición en 1595, que contenía nuevas Vidas. Una tercera edición de su Plutarco fue publicada en 1603 con más Vidas paralelas traducidas y un suplemento de otras biografías.
Según la Encyclopædia Britannica (edición de 1911): 

[i]t is almost impossible to overestimate the influence of North's vigorous English on contemporary writers, and some critics have called him the first master of English prose.
es casi imposible sobreestimar la influencia del vigoroso inglés de North en los autores contemporáneos, y algunos críticos lo han considerado el primer maestro de la prosa inglesa.

Esta traducción de las Vidas constituyó la fuente de la que Shakespeare extrajo la información para sus obras de teatro Julio César, Coriolano y Antonio y Cleopatra. Es en esta última obra en la que mejor se ajusta a las Vidas, con diálogos enteros que provienen directamente de la versión de North.
El Plutarco de North fue reimpreso para las Tudor Translations (1895), con una introducción de George Wyndham.